# 溜冰圆舞曲
溜冰圆舞曲（法語：Les Patineurs）是一首由法国作曲家埃米尔·瓦尔德退费尔创作的圆舞曲。1882年，瓦尔德退费尔在巴黎布洛涅森林的溜冰场观看了溜冰之后有感而发，创作了这首曲子。
自从有声电影出现以来至今，溜冰圆舞曲出现在许多电影中。包括1929好莱坞滑稽剧、我的爱妻、烈火战车、脱线教父、我的美丽洗衣店等。也出現在電玩遊戲“南極大冒險”中。

## 构成
溜冰圆舞曲分为四个部分，包括前奏、4节小华尔兹、以及尾声。